# Tour de France 2004/11. Etappe
Die elfte Etappe der Tour de France 2004 führte über 164 km von Saint-Flour nach Figeac. Auf der Etappe lagen fünf Berge: drei der 4. Kategorie, sowie jeweils ein Berg der 3. und 2. Kategorie. Außerdem gab es zwei Zwischensprints.
Das Rennen begann gleich mit einem Angriff von Calzati, Moerenhout und Voigt. Jedoch konnten sich die drei nicht entscheidend absetzen und so wurde die Spitzengruppe wieder vom Feld eingefangen.
Beim Anstieg des Côte des Ternes attackierten Wegmann, Verbrugghe, Mercado, Serrano und Krivstov. Aber auch sie hatten keine Chance. Während des Anstieges spaltete sich das Feld in zwei Gruppen, die jedoch wieder schnell zusammengeführt wurden, da sich die Träger des Gelben und des Grünen Trikots in der zweiten Gruppe befanden.
Zuvor attackierten jedoch noch García Acosta und Jakob Piil aus der ersten Gruppe. Aber durch die Nachführarbeit von US Postal konnten sie nicht entscheidend wegkommen und wurden somit wieder gestellt. Nach einem weiteren instabilen Rennverlauf konnten sich Moncoutié, Martinez und Flecha entscheidend absetzen und hatten einen maximalen Vorsprung von acht Minuten.
Auf den letzten Kilometern konnte sich Moncoutié von seinen Mitstreitern lösen und gewann die Etappe souverän. Zweiter wurde Juan Antonio Flecha vor Egoi Martínez. Im Sprint des Hauptfeldes wurde Erik Zabel Zweiter, insgesamt Fünfter. Beeindruckend war, dass Moncoutié sein Vorhaben des Etappensieges bereits im Voraus angekündigt hatte. Er schaffte so nach dem Triumph von Richard Virenque am Vortag einen weiteren französischen Sieg.

## Zwischensprints

### Zwischensprint 1 inMontsalvy(103,5 km)
| Erster  | David Moncoutié, 6 P. und 6 s     |
| Zweiter | Egoi Martínez, 4 P. und 4 s       |
| Dritter | Juan Antonio Flecha, 2 P. und 2 s |

### Zwischensprint 2 inMaurs(139,5 km)
| Erster  | David Moncoutié, 6 P. und 6 s     |
| Zweiter | Juan Antonio Flecha, 4 P. und 4 s |
| Dritter | Egoi Martínez, 2 P. und 2 s       |

## Bergpreise

### Bergpreis 1
| Côte des Ternes, Kategorie 4 |                               |
| Erster                       | Fabian Wegmann, 3 Punkte      |
| Zweiter                      | Juan Miguel Mercado, 2 Punkte |
| Dritter                      | Yuriy Krivtsov, 1 Punkt       |

### Bergpreis 2
| Côte de Thérondels, Kategorie 3 |                            |
| Erster                          | Richard Virenque, 4 Punkte |
| Zweiter                         | Christphe Moreau, 3 Punkte |
| Dritter                         | Egoi Martínez, 2 Punkte    |
| Vierter                         | Michele Bartoli, 1 Punkt   |

### Bergpreis 3
| Côte de Mur-de-Barrez, Kategorie 4 |                              |
| Erster                             | David Moncoutié, 3 Punkte    |
| Zweiter                            | Egoi Martínez, 2 Punkte      |
| Dritter                            | Juan Antonio Flecha, 1 Punkt |

### Bergpreis 4
| Côte de Montsalvy, Kategorie 2 |                               |
| Erster                         | David Moncoutié, 10 Punkte    |
| Zweiter                        | Juan Antonio Flecha, 9 Punkte |
| Dritter                        | Egoi Martínez, 8 Punkte       |
| Vierter                        | Richard Virenque, 7 Punkte    |
| Fünfter                        | Laurant Dufaux, 6 Punkte      |
| Sechster                       | Christophe Rinero, 5 Punkte   |

### Bergpreis 5
| Côte de Bagnac, Kategorie 4 |                              |
| Erster                      | David Moncoutié, 3 Punkte    |
| Zweiter                     | Egoi Martínez, 2 Punkte      |
| Dritter                     | Juan Antonio Flecha, 1 Punkt |